# Fåtandad lejonhaj
Fåtandad lejonhaj (Scymnodalatias oligodon) är en hajart som beskrevs av Kukuev och Konovalenko 1988. Scymnodalatias oligodon ingår i släktet Scymnodalatias och familjen håkäringhajar. Inga underarter finns listade i Catalogue of Life.
Denna haj är endast känd från ett exemplar (stånd 2019) som upptäcktes i Stilla havet cirka 2300 km väster om Chiles kustlinje. Individen hittades 200 meter under havsytan. Hela kroppslängden var 26 cm.
För andra arter av samma släkte är inga hot kända och det gäller antagligen även för fåtandad lejonhaj. IUCN kategoriserar arten globalt som livskraftig.